# Pteris argyraea
Pteris argyraea là một loài dương xỉ trong họ Pteridaceae. Loài này được T. Moore mô tả khoa học đầu tiên năm 1859.
Danh pháp khoa học của loài này chưa được làm sáng tỏ. 